# Шашка
Шашката е вид хладно оръжие – сабя с дълго леко извито острие, по-късо от 1 метър.
Думата произлиза от думата „сэшхуэ“ или „са́шхо“ от адигейския и от кабардино-черкезкия езици. Исторически е известна преди всичко като оръжие на казаците, като е неотменна част от културата на руското казачество и елемент от старинния казашки костюм.

## Конструкция
Шашката се различава от другите саби с пълната липса на гард / защита на ръката. Острието е дълго около 86 см. и леко извито към гърба.
Използването на шашката в руската армия през XIX век и началото на XX век е свързано с основни изследвания на ефективността на оръжието при различните конструкции и определяне на най-подходящата за армията конструкция, независимо от това, че използването на този вид оръжие е все по-неефективно в реални бойни условия.. Това оръжие се използва и през ХХ век като парадно оръжие и оръжие за награди.